# Blood of Zeus
 (octobre 2021).
Si vous disposez d'ouvrages ou d'articles de référence ou si vous connaissez des sites web de qualité traitant du thème abordé ici, merci de compléter l'article en donnant les références utiles à sa vérifiabilité et en les liant à la section « Notes et références ».
 (octobre 2021).
Blood of Zeus (Le Sang de Zeus), anciennement connu sous le nom de Gods & Heroes, est une série télévisée d'animation pour adultes américaine créée par Charley et Vlas Parlapanides pour Netflix.
Produite par Powerhouse Animation Studios avec l'animation sous-traitée aux studios sud-coréens Mua Film et Hanho Heung-Up, la série est sortie le 27 octobre 2020 sur Netflix. 

## Synopsis
Bien que Heron lui-même soit un personnage créé pour la série, l'existence de ces demi-dieux nés de l'union entre un dieu et un humain est implicite dans les mythes originaux.
La série prétend dans son prologue être l'un des contes "perdus pour l'histoire" plutôt que transmis avec notre canon actuel des mythes grecs, présentant les dieux, les géants, les automates et les montures mythiques des contes originaux.
Les bases de la série mélangent la Titanomachie et la Gigantomachie, qui sont deux guerres ayant opposés les dieux aux titans puis aux géants. Après de nombreuses pertes, les dieux arrivent à vaincre les géants avec l'aide du Cyclope et de l'Hécatonchire. Leurs âmes sont ensuite volées par Hermès qui les cache dans une urne aux plus profonds de la terre sous la surveillance de Talos. 
Après cela, les dieux ont décidé de ne plus s'occuper des affaires des humains. Mais certains humains, corrompus par les Oniries, ont goûté à la chair d'un géant et sont devenus des démons, des créatures violentes et sanguinaires.

## Saisons

### Saison 1
Héron, un jeune homme pauvre et rejeté, vit seul avec sa mère Electre à proximité d'une petite ville. Un jour, la compagnie de l'Amazone Alexia débarque et prévient les villageois que des démons rôdent dans les parrages. Alexia et Héron arrivent à en tuer un et à récupérer une mystérieuse carte. 
Séraphim, le chef des démons, en envoient pour récupérer la carte et tous les villageois se font tuer, sauf Héron qui se fait enrôler de force comme galérien. 
Alexia arrive à s'enfuir et demande à Chiron de lui traduire la carte mais elle se fait capturer car Séraphim a anticipé ses plans.

### Saison 2
Pendant la bataille de l'Olympe, Hadès envoie ses ombres pour dérober la pierre d'Eleusis à Zeus. Mais ce dernier, ne souhaitant pas qu'Héra s'en empare, demande à Hestia de l'emmener à Gaïa.

### Saison 3
Cronos, libéré des Enfers avec les autres Titans, veut se venger de sa captivité et détruire les dieux de l'Olympe.

## Distribution (voix)

### Voix originales
- Derek Phillips[1]: Heron
- Jason O'Mara[1] : Zeus/Elias
- Claudia Christian[1] : Hera
- Elias Toufexis[1] : Seraphim
- Mamie Gummer[1]: Electra, Heron's mother
- Chris Diamantopoulos[1]: Evios and Poseidon
- Jessica Henwick[1] : Alexia
- Melina Kanakaredes[1] : Ariana
- Matthew Mercer : Hermes
- Adetokumboh M'Cormack : Kofi
- Adam Croasdell : Apollon
- Danny Jacobs : Periander/Roi Acrisius

### Voix françaises
- Jérôme Pauwels : Héron, demi-dieu et fils de Zeus
- Charlotte Correa : Electre, mère d'Héron et Séraphim
- Cyrille Monge : Elias/Zeus
- Céline Melloul : Hera, Mélie
- Olivia Dutron : Ariana, mère adoptive de Seraphim
- Myrtille Bakouche : Alexia, Amazone
- Yann Pichon : Seraphim, démon et demi-frère d'Héron
- Philippe Roullier : Periandre, père de Seraphim
- Thierry Kazazian : Evios, Poseidon, qui prend le parti de Zeus
- Romain Altché : Apollon, qui prend le parti de Zeus
  - Stéphane Marais : Hermes, qui prend le parti de Zeux et Arès, qui prend le parti d'Héra
- Pierre Alam : Hadès
- Marie Zidi : Athéna, qui prend le parti de Zeus
- Pauline Ziadé : Perséphone
- Dominique Vallée : Héstia, qui prend le parti de Zeus
- Virginie Kartner : Déméter, qui prend le parti d'Héra puis décide de s'allier à Hadès
- Sylvain Lemarié : Chiron
- Julie François : Gaïa, Hécate
- Olivier Cordina : Rhadamanthe
- Frédéric Souterelle : Kofi, Héphaïstos
- Christèle Billault : Chrysanthe
- Emmanuelle Bodin : Iris
- Éric Peter : Acrisius
- Nelly Rebibo : Atropos
- Nathalie Spitzer : Sphinx
- Antoine Tomé : Géant
- Sébastien Lemoine : Commandant

## Production

### Développement
Début décembre 2020, une deuxième saison a été approuvée par Netflix. Elle est sortie le 10 mai 2024.
Selon les créateurs, cinq saisons ont été écrites.
En juillet 2024, la série est renouvelée pour une troisième et dernière saison. Elle est sortie le 8 mai 2025.

## Épisodes

### Saison 1 (2020)
1. Appel aux armes (A Call to Arms)
2. Le passé est un prologue (Past is Prologue)
3. L'attaque (The Raid)
4. La naissance d'un monstre (Monster is Born)
5. Fuir ou mourir (Escape or Die)
6. Retour sur l'Olympe (Back to Olympus)
7. Les plaines de la mort (The Fields of the Dead)
8. La bataille de l'Olympe (War for Olympus)

### Saison 2 (2024)
1. Une ombre émerge (A Shadow Emerges)
2. Poids et mesures (Weights & Measures)
3. La naissance de l'hiver (Winter is Born)
4. Jeux funèbres (Funeral Games)
5. Le jour du jugement (Judgement Day)
6. Chassé-croisé (Crossing Paths)
7. Le royaume secret (The Hidden Realm)
8. Les trois épreuves (The Three Trials)

### Saison 3 (2025)
1. Un dernier souffle (One last breath)
2. Le choix d'Hades (Hades' choice)
3. L'hellébore (Hellebore)
4. Le chemin des frères (The brother's path)
5. La tête des Ménades (The Maenads' head)
6. La tour des vents (The Tower of Winds)
7. Le pays des morts (The land of the dead)
8. Le défis des champions (The champions' challenge)

## Réception
Pour la série, l'agrégateur d'avis Rotten Tomatoes a collecté 19 avis et a identifié 100 % d'entre eux comme positifs, avec une note moyenne de 8,14/10. Le consensus des critiques du site Web se lit comme suit : « Reforgeant la mythologie grecque en une bataille royale épique avec des images fluides et un jeu de voix excellent, Blood of Zeus gagne une place sur le mont Olympe de l'animation d'action. »
Inverse.com a appelé la série "le meilleur anime américain de Netflix à ce jour", tandis qu'IGN lui a donné un score de 9/10.
Dans une publication résumant une interview sur son podcast avec les créateurs de la série, Kate Sánchez a fait valoir que la série offrait une "interprétation nuancée de la colère et de son lien avec le pouvoir" et a souligné que la série faisait partie de la "tendance continue de l'animation pour adultes". La série a été nommée pour un Annie Award de la meilleure musique en 2021.